# Benkő Zoltán (zongoraművész)
Benkő Zoltán (Budapest, 1938. március 26. – Budapest, 2015. május 23.) magyar zongoraművész és zenepedagógus.

## Élete
A Benkő család legfontosabb zenei elődje a nagyapa Benkő Henrik zeneszerző és karmester, aki a Nemzeti Zenede tanára, majd 1887 és 1910 között az Operaház karmestere volt.
Benkő Zoltán zongoraművész diplomáját 1962-ben szerezte a Liszt Ferenc Zeneművészeti Főiskolán (ma Liszt Ferenc Zeneművészeti Egyetem), ahol Antal István és Petri Endre növendéke volt. 1962-től 1967-ig tanárként működött, majd 1967-től 1969-ig a moszkvai Csajkovszkij Konzervatóriumban folytatott kamarazene-tanulmányait. Később konzervatóriumi tanár volt Finnországban, majd a budapesti Bartók Béla Zeneművészeti Szakközépiskola zongoratanára lett. Növendékei közé tartoztak Falvai Sándor, Báll Dávid, Hlavacsek Tihamér zongoraműveszek is.
Előadóművészi tevékenységének fő területe a kamarazene volt. Legfontosabb partnere Matuz István fuvolaművész, akivel 1978-ban I. díjat nyertek La Rochelle-ben (Franciaország) a Modern Zenei Fesztiválon. Kiemelkedő koncertjei közé tartozik Kocsis Zoltánnal 1983-ban adott négykezes-kétzongorás estje, ahol elhangzott Johannes Brahms összes keringője (op.39), valamint Cser Gusztáv és Rácz Zoltán közreműködésével Bartók Béla Szonáta két zongorára és ütőhangszerekre című műve is. A legtöbbet azonban Matuz István fuvolaművésszel játszott együtt, akivel Pierre Boulez Sonatine-ját is lemezre vették 1975-ben, a szerzővel való megismerkedést követően, valamint előadták 1983-ban, majd 1992-ben a Pesti Vigadóban Bach összes fuvola-zongora szonátáját (BWV 1012, 1013, 1020 és 1030-1035).

## Oktatói tevékenysége
1969-től 1972-ig a budapesti Bartók Béla Zeneművészeti Szakközépiskolában tanított, 1972-től 1976-ig pedig Finnországban, a Jyväskylä Konservatorióban volt zongoratanár. 1976-ban hazatért Magyarországra és a Bartók Béla Zeneművészeti Szakközépiskolába, ahol ezt követően még 2005-ig adott zongoraórákat.
- 1962–1967 Bartók Béla Zeneművészeti Szakközépiskola, Miskolc – zongoratanár
- 1969–1972 Bartók Béla Zeneművészeti Szakközépiskola, Budapest – zongoratanár
- 1972–1976 Jyväskylä Konservatorio (Finnország) – zongoratanár
- 1976–2005 Bartók Béla Zeneművészeti Szakközépiskola, Budapest – zongoratanár

## Lemez felvételei
- Contemporary Music for Flute and Piano (XX. századi művek fuvolára és zongorára) 1975 (Hungaroton SLPX 11685)

## Versenydíjai
- 1971 Gaudeamus Modern Zenei Nemzetközi Verseny, Rotterdam (Hollandia) - Kamarazenei duó Matuz Istvánnal, II. díj
- 1972 Modern Zenei Fesztivál, Royan (Franciaország) - Kamarazenei duó Matuz Istvánnal III. díj
- 1978 Modern Zenei Fesztivál, La Rochelle (Franciaország) - Kamarazenei duó Matuz Istvánnal I. díj
- 2012 Zongoraművész aranyoklevél